# Tetsuya Harada
Tetsuya Harada (jap. 原田哲也 Harada Tetsuya; ur. 14 czerwca 1970 roku w Chiba) – japoński motocyklista.

## Kariera

### Początki
Tetsuya karierę rozpoczynał w roku 1988, w mistrzostwach Japonii, w kategorii 250 cm³. Dosiadając motocykl Yamahy, walczył o tytuł mistrzowski ze swoim rodakiem Tadayukim Okadą w latach 1990-1991, jednakże nieskutecznie. Mistrzem serii został w sezonie 1992, po czym awansował do MMŚ.

### 250 cm³
Harada już w latach 1990-1992 brał udział w wyścigach GP. Były to jednak pojedyncze starty, w inauguracyjnej rundzie o GP Japonii. W pierwszych dwóch podejściach zmagania zakończył na siódmym i szóstym miejscu. Za trzecim razem rywalizacji nie ukończył. Ścigał się wówczas na maszynie Yamahy.
Sezon 1993 był pierwszym dla Tetsuyi w pełnym wymiarze. Reprezentując ekipę Telcor Yamaha Valesi, już w pierwszym wyścigu (o GP Australii) stanął na najwyższym stopniu podium (uzyskał również najszybsze okrążenie). Nikt jednak nie spodziewał się, iż Japończyk będzie w stanie sięgnąć po tytuł mistrzowski. W trakcie rywalizacji siedmiokrotnie meldował się w czołowej trójce, będąc przy tym czterokrotnie na pierwszej pozycji. Podczas GP Japonii i Hiszpanii był także najlepszy w kwalifikacjach.
W kolejnym roku Harada pozostał w serii, mając na celu obronę tytułu, w ekipie Yamaha of France. Po absencji w pierwszych dwóch rundach sezonu, w pierwszym wyścigu (o GP Japonii) zajął dopiero dziewiątą lokatę. Dalsza część rywalizacji również układała się po myśli Japończyka. W zaledwie trzech wyścigach stanął na podium, zajmując w klasyfikacji generalnej 7. pozycję.
W sezonie 1995 Tetsuya podpisał kontrakt z ekipą Marlboro-Yamaha. Powrócił do rywalizacji o tytuł, stając na podium w aż ośmiu wyścigach. Trzykrotnie startował z pierwszej lokaty, jednakże wykorzystał to do zwycięstwa tylko w GP Hiszpanii (wykręcił także najszybszy czas okrążenia). Pomimo większego dorobku punktowego w porównaniu do 1993 roku, Harada musiał zadowolić się wicemistrzostwem, ulegając Włochowi Maxowi Biaggiemu.
Drugi rok współpracy był zdecydowanie słabszy dla Tetsui. Pomimo dobrej postawy w pierwszej fazie mistrzostw (cztery miejsca na podium w ciągu sześciu wyścigów, w tym zwycięstwo w GP Indonezji), w drugiej połowie wyniki uległy znacznemu pogorszeniu. Japończyk nie ukończył również kilku wyścigów, a podczas GP Imoli doznał kontuzji, która wykluczyła go z trzech ostatnich eliminacji sezonu. Zdobyte punkty sklasyfikowały go na 8. lokacie.
Harada był bliski zakończenia kariery, jednak ostatecznie związał się z zespołem Aprilii. Na nowym motocyklu Tetsuya ponownie wrócił do walki o mistrzostwo. Japończyk dziewięciokrotnie stanął na podium, z czego trzykrotnie na najwyższym stopniu. Ostatecznie Harada przegrał tytuł różnicą piętnastu punktów z Biaggim, będąc sklasyfikowanym jeszcze za Niemcem Ralfem Waldmannem, na 3. pozycji.
W drugim sezonie współpracy Japończyk rywalizował z dwoma Włocha – Lorisem Capirossim oraz Valentino Rossim. Tym razem ośmiokrotnie dojechał w czołowej trójce, jednakże odniósł przy tym aż pięć zwycięstw (obok Rossiego najwięcej). Ponownie jednak okazał się najsłabszy z trójki walczących, zajmując po raz drugi 3. miejsce w końcowej klasyfikacji.
Po dwóch latach przerwy, Harada powrócił do zmagań w pośredniej kategorii. Ponownie dosiadając Aprilii, był niezwykle równy, będąc na podium w 15 z 16 wyścigów sezonu. Aż ośmiokrotnie sięgnął po pole position. Trzykrotnie jednak wykorzystał ten przywilej do zwycięstwa. W klasyfikacji generalnej musiał uznać jednak wyższość dominującego rodaka Daijirō Katō i ostatecznie został po raz drugi w karierze wicemistrzem świata. Po tym sezonie już więcej nie pojawił się w tej serii.

### 500 cm³/MotoGP
W sezonie 1999 Japończyk awansował do najwyższej kategorii 500 cm³, w której także ścigał się na włoskim motocyklu Aprilia, w jej fabrycznym zespole. Pokazał się z dobrej strony, sięgając po pole position na włoskim torze Mugello. Dwukrotnie stanął na podium, zajmując w GP Francji oraz Wielkiej Brytanii trzecią pozycję. W klasyfikacji końcowej uplasował się na 10. miejscu.
W kolejnym sezonie reprezentował ekipę Blu Aprilia. Wyniki Harady uległy znaczącemu pogorszeniu. W trakcie zmagań Japończyk zaledwie dwukrotnie dojechał w czołowej dziesiątce, zajmując w GP Francji i Katalonii odpowiednio dziesiątą i dziewiątą lokatę. Zdecydowanie mniejsza liczba punktów sklasyfikowała go na 16. pozycji.
Po roku przerwy, Tetsuya powrócił do najwyższej kategorii, która korzystała już z pojemności 990 cm³ i widniała pod nazwą MotoGP. Japończyk ścigając się na motocyklu Hondy w ekipie Pramac, trzykrotnie znalazł się na dziesiątym miejscu, w GP Hiszpanii, Katalonii oraz Portugalii. Po tym sezonie Harada zakończył karierę wyścigową.

### Statystyki liczbowe
System punktowy od 1988 do 1992:
| Pozycja | 1  | 2  | 3  | 4  | 5  | 6  | 7 | 8 | 9 | 10 | 11 | 12 | 13 | 14 | 15 |
| Punkty  | 20 | 17 | 15 | 13 | 11 | 10 | 9 | 8 | 7 | 6  | 5  | 4  | 3  | 2  | 1  |

System punktowy od 1993:
| Pozycja | 1  | 2  | 3  | 4  | 5  | 6  | 7 | 8 | 9 | 10 | 11 | 12 | 13 | 14 | 15 |
| Punkty  | 25 | 20 | 16 | 13 | 11 | 10 | 9 | 8 | 7 | 6  | 5  | 4  | 3  | 2  | 1  |

| Rok  | Klasa   | Zespół                | Motocykl      | 1      | 2      | 3      | 4      | 5      | 6      | 7       | 8      | 9       | 10      | 11     | 12      | 13      | 14     | 15     | 16     | Punkty | Pozycja | Zwycięstwa |
| ---- | ------- | --------------------- | ------------- | ------ | ------ | ------ | ------ | ------ | ------ | ------- | ------ | ------- | ------- | ------ | ------- | ------- | ------ | ------ | ------ | ------ | ------- | ---------- |
| 1990 | 250 cm³ | Yamaha                | TZ250         | JPN 7  | USA -  | ESP -  | NAT -  | GER -  | AUT -  | YUG -   | NED -  | BEL -   | FRA -   | GBR -  | SWE -   | CZE -   | HUN -  | AUS -  |        | 9      | 27.     | 0          |
| 1991 | 250 cm³ | Nescafé Can RT Yamaha | TZ250         | JPN 6  | AUS -  | USA -  | ESP -  | ITA -  | GER -  | AUT -   | EUR -  | NED -   | FRA -   | GBR -  | RSM -   | CZE -   | VDM -  | MAL -  |        | 10     | 24.     | 0          |
| 1992 | 250 cm³ | Nescafé Can RT Yamaha | TZ250         | JPN NC | AUS -  | MAL -  | ESP -  | ITA -  | EUR -  | GER -   | NED -  | HUN -   | FRA -   | GBR -  | BRA -   | RSA -   |        |        |        | 0      | –       | 0          |
| 1993 | 250 cm³ | Telcor Yamaha Valesi  | TZ250         | AUS 1  | MAL 2  | JPN 1  | ESP 1  | AUT 6  | GER 6  | NED 2   | EUR NC | RSM 3   | GBR DNF | CZE 6  | ITA DNF | USA 5   | FIM 1  |        |        | 197    | 1.      | 4          |
| 1994 | 250 cm³ | Yamaha of France      | TZ250         | AUS -  | MAL -  | JPN 9  | ESP 7  | AUT NC | GER 7  | NED NC  | ITA 2  | FRA 8   | GBR 4   | CZE NC | USA 3   | ARG 3   | EUR 5  |        |        | 109    | 7       | 0          |
| 1995 | 250 cm³ | Marlboro Yamaha       | TZ250         | AUS 2  | MAL 2  | JPN 4  | ESP 1  | GER 2  | ITA 2  | NED DNS | FRA 5  | GBR 2   | CZE 2   | BRA 5  | ARG 2   | EUR 2   |        |        |        | 220    | 2.      | 1          |
| 1996 | 250 cm³ | Marlboro Yamaha       | TZ250         | MAL 2  | INA 1  | JPN NC | ESP 2  | ITA 6  | FRA 3  | NED 10  | GER NC | GBR DNS | AUT NC  | CZE 9  | IMO NC  | CAT -   | BRA -  | AUS -  |        | 104    | 8.      | 1          |
| 1997 | 250 cm³ | Aprilia               | Aprilia RS250 | MAL 2  | JPN 3  | ESP 2  | ITA NC | AUT 18 | FRA 1  | NED 1   | IMO 5  | GER 1   | BRA 2   | GBR 2  | CZE 3   | CAT 4   | INA 4  | AUS 5  |        | 235    | 3.      | 3          |
| 1998 | 250 cm³ | Aprilia               | Aprilia RS250 | JPN 4  | MAL 1  | ESP NC | ITA 3  | FRA 1  | MAD 1  | NED DNF | GBR 2  | GER 1   | CZE 1   | IMO 10 | CAT 2   | AUS DNF | ARG NC |        |        | 200    | 3.      | 5          |
| 1999 | 500 cm³ | Aprilia               | Aprilia 380   | MAL 13 | JPN NC | ESP NC | FRA 3  | ITA 4  | CAT 4  | NED 11  | GBR 3  | GER 7   | CZE 5   | IMO 13 | VAL 11  | AUS NC  | RSA 15 | BRA 12 | ARG 11 | 104    | 10.     | 0          |
| 2000 | 500 cm³ | Blu Aprilia           | Aprilia 380   | RSA NC | MAL 12 | JPN NC | ESP 11 | FRA 10 | ITA NC | CAT 9   | NED 12 | GBR NC  | GER NC  | CZE 14 | POR 14  | VAL NC  | BRA 13 | PAC 13 | AUS 14 | 38     | 16.     | 0          |
| 2001 | 250 cm³ | MS Aprilia            | Aprilia RS250 | JPN 2  | RSA 3  | ESP 2  | FRA 2  | ITA 1  | CAT 2  | NED 24  | GBR 18 | GER 3   | CZE 1   | POR 3  | VAL 2   | PAC 1   | AUS 2  | MAL 2  | BRA 6  | 273    | 2.      | 3          |
| 2002 | MotoGP  | Pramac-Honda          | Honda NSR500  | JPN 11 | RSA 12 | ESP 10 | FRA NC | ITA 10 | CAT 13 | NED 13  | GBR 11 | GER NC  | CZE 15  | POR 10 | BRA 13  | PAC 15  | MAL NC | AUS 14 | VAL 14 | 47     | 17.     | 0          |